# Rodolfo Orlandi
Rodolfo Orlandi (Pisa, 1056 – 1102) è stato un politico italiano dell'XI secolo.

## Biografia
Rodolfo Orlandi nacque a Pisa nel 1056 da una nobile famiglia pisana, gli Orlandi. Le poche fonti pervenutaci fino ad oggi,   attestano che Rodolfo fu console ed eroe della repubblica di Pisa.
Dopo la sua morte, avvenuta nel 1102, il popolo pisano gli dedicò una statua (chiamata dai pisani dell'epoca Il gigante); tale statua fu posta in Via Santa Maria (oggi Piazza Carrara) nel 1124. Perdurò fino al 1595, quando fu rimpiazzata da una statua dedicata a Ferdinando I de' Medici.
Della statua dedicata a Rodolfo è sopravvissuta solamente la testa.